# El Porvenir (Honduras)
El Porvenir es un municipio del departamento de Atlántida en la República de Honduras. Su nombre se debe a la palabra "porvenir".

## Límites
La cabecera de este se ubica en la llanura costera del Mar Caribe, entre la desembocadura del río Juan López y la Barra Los Muertos.
| Orientación | Límite                                |
| ----------- | ------------------------------------- |
| Norte       | Mar Caribe                            |
| Sur         | Municipio de Olanchito, Yoro          |
| Este        | Municipio de La Ceiba, Atlántida      |
| Oeste       | Municipio de San Francisco, Atlántida |

## Historia
El 1857 (24 de junio), se funda la aldea Juan López, por un emigrante originario del municipio de Concordia, Olancho, de nombre Juan López (hijo de un general expedicionario del mismo nombre).
La aldea lleva el nombre de su fundador "Juan López" y en vista que la fecha de su fundación coincidió con el onomástico de Juan López se celebra a San Juan Bautista como Santo Patrón de la cabecera municipal.
También es importante señalar que el nombre de Juan López se le dio a la barra, ya que según la tradición él murió ahogado en la misma.
En 1898 (18 de abril), se funda la municipalidad de El Porvenir, en la gestión administrativa del doctor Policarpo Bonilla como presidente constitucional de Honduras.
Decreto:

Tegucigalpa, 18 de abril de 1898. 
- En vista de la solicitud anterior elevada por el Poder Ejecutivo, por gran número de vecinos de la aldea de Juan López, comprendida actualmente en el municipio de La Ceiba, contraída a pedir que se elija en Municipio la Aldea expresada, visto además el informe y diligencias practicadas por el gobernador político del Departamento de Colon favorable en todo a los peticionarios y considerando que la aldea de Juan López por el considerable número de habitantes, por la importancia de las Empresas Agrícolas allí establecidas y por el rápido desarrollo que ha tenido en poco tiempo, reúne las condiciones requeridas por la Ley, para constituirla en municipio independiente ya que tiene los recursos necesarios es conveniente la creación del nuevo pueblo.
- POR TANTO: El Presidente de conformidad con lo dispuesto en el artículo 2 y 3 de la Ley Municipal:
- ACUERDA 1. Se elija en Municipio la aldea de Juan López, con el nombre de El Porvenir.
- 2. Quedaran en la jurisdicción del nuevo pueblo las aldeas de Bonito, Bonitillo, Montevideo, Zacate, Arriba, Barra de Zacate, Barra de Salado, Barra de Cuero, Salado Arriba, Jimerito, Santiago y la Másica con los mismos limites jurisdiccionales que tiene en la actualidad.
- 3. El gobernador político de Colon, ordenara, la convocatoria a Elecciones de Autoridades Locales, para la nueva Municipalidad y dará a los electos posesión de sus respectivos empleos.
- 4. Con vistas del censo general y demás datos estadísticos y Geográficos que suministren al Gobierno de Municipalidades de la Ceiba y El Porvenir, podrán alterarse por el Ejecutivo la demarcación jurisdiccional que provisionalmente queda establecida entre ambos municipios.
- 5. La municipalidad de La Ceiba, tiene derecho a que se le complete el terreno de sus ejidos que quedara comprendido en el nuevo pueblo, desde el río Bonito, hasta el río Coloradito y el municipio de El Porvenir podrá también solicitar sus ejidos, tomándose en cuenta al medirlos la parte cercana de los correspondientes a La Ceiba. COMUNÍQUESE (F) BONILLA. El Secretario de Estado en el Despacho de gobernación. D. Gutiérrez.

El territorio del municipio, tuvo tres corrientes migratorias que lo poblaron:
1. Una corriente migratoria de nacionales en búsqueda de empleo en el ingenio de azúcar, como Eusebio Paguada y Maria Eligia Barralaga y su hija Maria de los Angeles Paguada Barralaga oriundos del Municipio del Manto, Olancho, ellos llegaron alrededor del año 1910 y sus descendientes todavía viven en el casco urbano de dicho municipio.
2. Una corriente migratoria de españoles, como la familia España (actualmente residen en el municipio)
3. Una corriente migratoria de franceses, estos últimos fueron muy importantes para el desarrollo inicial del municipio.

## Política
| Puesto      | Funcionario                     | Partido político       |
| ----------- | ------------------------------- | ---------------------- |
| Alcalde     | Mario José Meléndez Matute      | Partido Nacional       |
| Vicealcalde | Diana Julissa Alemán Cálix      | Partido Nacional       |
| Regidor 1   | Luis Alberto Tróchez Vásquez    | Libertad y Refundación |
| Regidor 2   | Oswal Fernando Gómez Gómez      | Partido Nacional       |
| Regidor 3   | Karol Jackeline Zelaya Rivera   | Libertad y Refundación |
| Regidor 4   | Ada Laritza Vargas Salgado      | Partido Nacional       |
| Regidor 5   | Sergio Medina Villalta          | Partido Liberal        |
| Regidor 6   | Orlando Ramón Rodríguez Moncada | Libertad y Refundación |
| Regidor 7   | Edgardo González Núñez          | Partido Nacional       |
| Regidor 8   | Katia Dayana Flores Valle       | Partido Liberal        |

### Alcaldes
| Período | Nombre                       | Obs         |
| ------- | ---------------------------- | ----------- |
|         | Félix Javier Munguía         |             |
|         | Rodimiro Zúniga              |             |
|         | Jorge Alberto Gómez Martínez |             |
|         | José Luis Zaldívar           |             |
|         | Santiago Reyes               |             |
|         | René Lozano                  |             |
|         | Narciso Hernández            |             |
|         | Luis Ángel Lobo Sanabria     |             |
|         | Juan Ramón Palacios Martínez | Vicealcalde |

## Población
| Población | %    | Posición departametal |
| --------- | ---- | --------------------- |
| Hombres   | 50.4 | 1                     |
| Mujeres   | 49.6 | 8                     |

Franja edad mayoritaria: De 15-64 años: 59.7 %
| Población | %    |
| --------- | ---- |
| Urbana    | 63.7 |
| Rural     | 36.3 |

Tasa de crecimiento intercensal de la población (2001-2013) ³ 2.9% Posición 1 departamental
| Aldea                  | Habitantes |
| ---------------------- | ---------- |
| El Porvenir            | 5,253      |
| Burgos                 | 379        |
| Cáceres                | 1,267      |
| Campo Salado Barra     | 218        |
| Caracas                | 888        |
| Ceiba Mocha            | 634        |
| El Gancho              | 933        |
| El Pino                | 6,459      |
| La Ruidosa             | 220        |
| La Unión               | 3,527      |
| López Bonito           | 556        |
| Orotina                | 449        |
| San José de Montevideo | 1,072      |

## Educación
|                                        | %    | Posición departamental |
| -------------------------------------- | ---- | ---------------------- |
| Personas que no saben leer ni escribir | 10.5 | 7                      |
| Tasa de Analfabetismo                  | 11   |                        |
| Cobertura de Educación Primaria 2013   | 95   |                        |
| Promedio de Estudios de Primaria 2013  | 6.5  |                        |

## Economía
| Principales actividades económicas                     | %   |
| ------------------------------------------------------ | --- |
| Agricultura, ganadería, Silvicultura y Pesca           | 34  |
| Comercio al por mayor y menor, reparación de vehículos | 16  |
| Industria manufacturera                                | 9:6 |

En El Municipio de El Porvenir se cuenta con la fuente de empleo que muchos municipios del país desearan tener ya que existen Las fincas de Cultivo de Piña propiedad de Stantard Fruit Internacional que hacen que el municipio tenga comercio durante todo el año, ya que son cerca de 1000 empleados de forma directa que reciben beneficio de parte de la empresa. Eso hace que el municipio sea próspero.
El Porvenir por su ubicación geográfica es rico en el comercio ya que existen fincas ganaderas que distribuyen los productos en el mismo municipio, en la Aldea La Unión se encuentra una fábrica de CASABE.

## Turismo

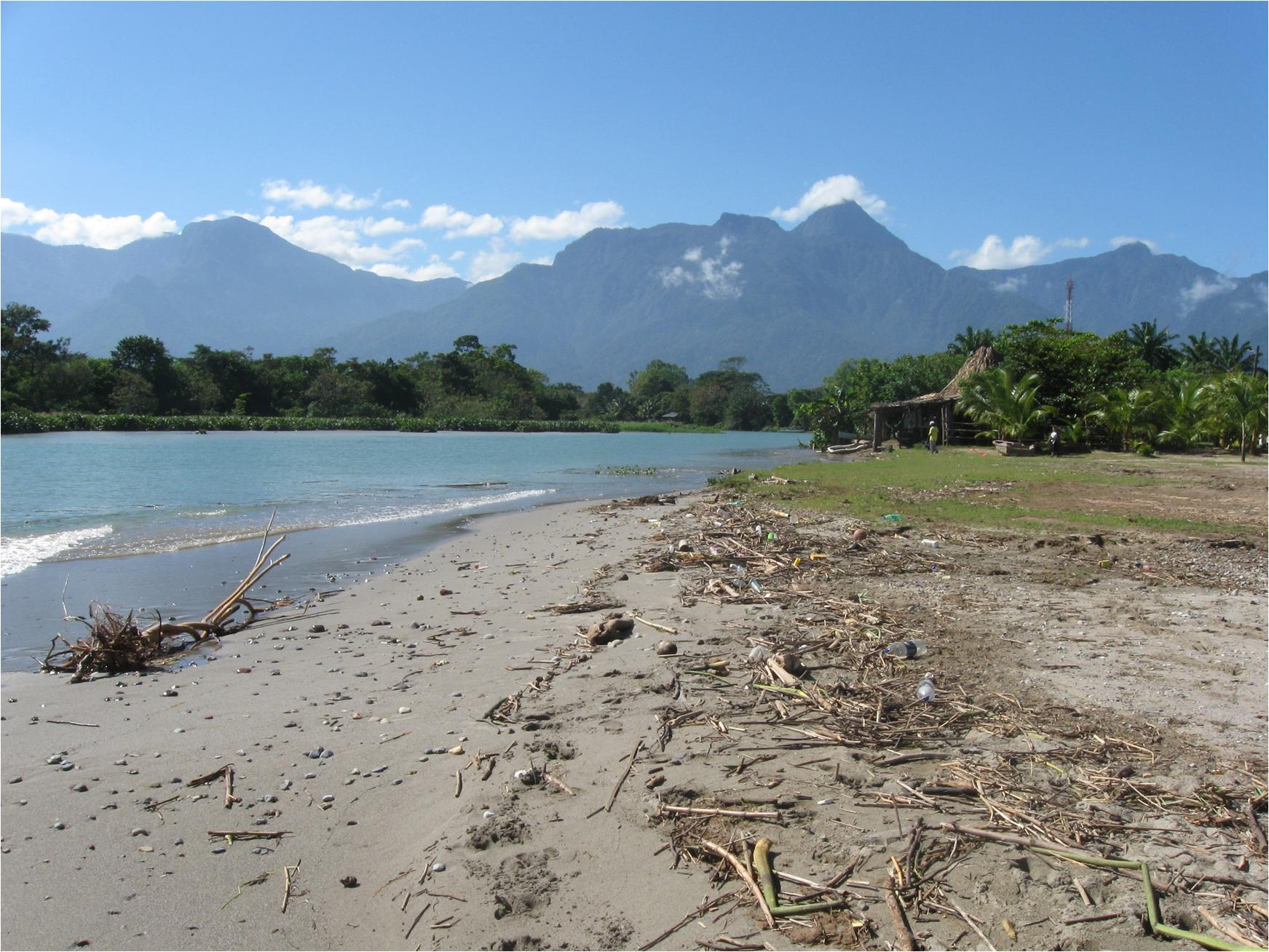
Playas de El Porvenir.

El Porvenir cuenta con muchas riquezas naturales que lo convierten en un municipio que los turistas nacionales y extranjeros disfrutan, ya que en poco tiempo se puede disfrutar un paseo por los senderos del Parque nacional Pico Bonito, y luego llegar a las playas de arena blanca, por cuestiones de publicidad los lugares con que cuenta la localidad aparecen que están ubicados en La Ceiba, pero los habitantes saben que El parque nacional Pico Bonito, y su pico cúspide esta frente al municipio, igualmente que el Parque Cuero y Salado. 

### El Refugio de Vida Silvestre de Cuero y Salado
Es un Área Protegida, ubicado en el triángulo que forman los ríos de Cuero y Salado, con canales secos y fluviales entre el Municipio de La Masica y San Francisco donde se aprecian; animales en su estado natural y aves muy interesantes para los humedales, confundidos en la vasta vegetación. Aquí se brinda protección a unas 35 especies de animales, incluyendo al manatí (o vaca marina), jaguares, monos cara blanca, lagartos, etc. Con algo de suerte es posible divisar un hermoso manatí, especie en peligro de extinción y que aquí ha encontrado un lugar seguro para vivir.

### Parque nacional Pico Bonito
El más diverso parque nacional de Honduras y el segundo en extensión ubicado en el Municipio de El Porvenir y cerca de la ciudad de La Ceiba, su terreno varía en altitud desde el nivel del mar hasta los 7,300 pies snm dando lugar a la existencia de varios tipos de bosque (nublado, lluvioso tropical y seco). Debido a sus variados hábitat y ecosistemas es el hogar de una gran cantidad de especies animales.

### Río Zacate
Ubicado en la reserva del parque nacional Pico Bonito, es uno de los mejores lugares de El Porvenir, para disfrutar de las caídas de agua y darse un refrescante baño en cualquiera de sus pozas.

## Infraestructura

### Viviendas
| Viviendas      |       |
| -------------- | ----- |
| Casas          | 5,930 |
| Casas ocupadas | 4,929 |

Promedio de personas por vivienda ocupada 4.2
| Casas ocupadas con                                                      | tuberías de agua dentro de la casa | Inodoro conectado a pozo séptico | alumbrado público | Energía utilizada para cocinar* |
| Aldea                                                                   | %                                  | %                                | %                 | %                               |
| ----------------------------------------------------------------------- | ---------------------------------- | -------------------------------- | ----------------- | ------------------------------- |
| El Porvenir                                                             | 73                                 | 91                               | 96                | 78                              |
| Burgos                                                                  | 19                                 | 93                               | 99                | 31                              |
| Cáceres                                                                 | 56                                 | 90                               | 82                | 48                              |
| Campo Salado Barra                                                      | 21                                 | 7                                | 0                 | 2                               |
| Caracas                                                                 | 73                                 | 58                               | 89                | 38                              |
| Ceiba Mocha                                                             | 65                                 | 79                               | 82                | 20                              |
| El Gancho                                                               | 20                                 | 91                               | 91                | 55                              |
| El Pino                                                                 | 72                                 | 90                               | 93                | 68                              |
| La Ruidosa                                                              | 67                                 | 80                               | 13                | 2                               |
| La Unión                                                                | 74                                 | 89                               | 90                | 49                              |
| López Bonito                                                            | 73                                 | 89                               | 96                | 64                              |
| Orotina                                                                 | 37                                 | 75                               | 82                | 11                              |
| San José de Montevideo                                                  | 82                                 | 95                               | 92                | 33                              |
| Promedio Municipal                                                      | 67                                 | 87                               | 90                | 59                              |
| *Cilindro de gas LPG y electricidad. Excluye leña, kerosén y no cocina. |                                    |                                  |                   |                                 |

| Aldea                  | Casas |
| ---------------------- | ----- |
| El Porvenir            | 1,518 |
| Burgos                 | 90    |
| Cáceres                | 342   |
| Campo Salado Barra     | 63    |
| Caracas                | 269   |
| Ceiba Mocha            | 167   |
| El Gancho              | 245   |
| El Pino                | 1,822 |
| La Ruidosa             | 45    |
| La Unión               | 979   |
| López Bonito           | 137   |
| Orotina                | 129   |
| San José de Montevideo | 123   |
| Total municipal        | 5,930 |

## Hijos destacados
| Nombre          | Mérito     |
| --------------- | ---------- |
| Wilmer Crisanto | Futbolista |
| Félix Crisanto  | Futbolista |
| Carlos Jhonson  | Ciclista   |
| Daniel Jhonson  | Ciclista   |

## División Política
- Aldeas: 13 (2013).
- Caseríos: 61 (2013).

| Código | Aldea                  |
| ------ | ---------------------- |
| 010201 | El Porvenir            |
| 010202 | Burgos                 |
| 010203 | Cáceres                |
| 010204 | Campo Salado Barra     |
| 010205 | Caracas                |
| 010206 | Ceiba Mocha            |
| 010207 | El Gancho              |
| 010208 | El Pino                |
| 010209 | La Ruidosa             |
| 010210 | La Unión               |
| 010211 | López Bonito           |
| 010212 | Orotina                |
| 010213 | San José de Montevideo |